# Karangnongko (Poncokusumo)
Karangnongko is een bestuurslaag in het regentschap Malang van de provincie Oost-Java, Indonesië. Karangnongko telt 7511 inwoners (volkstelling 2010).